# Ensenada partido
Ensenada egy partido (körzet) Argentínában, Buenos Aires tartományban. Fővárosa Ensenada.

## Települések
| - Ensenada - Punta Lara - Villa Catella | - Dique Nº 1 - Isla Santiago |